# Signale für Schiebelokomotiven und Sperrfahrten
Signale für Schiebelokomotiven und Sperrfahrten, Kurzbezeichnung Ts-Signale für Teilfahrten und Schiebelokomotiven (bei der Deutschen Reichsbahn ab 1959: Sp-Signale), sind Eisenbahnsignale, die in Deutschland verwendet werden. Die Signale stehen rechts, für Fahrten gegen die gewöhnliche Fahrtrichtung links vom befahrenen Gleis. Die Signale waren sehr selten, heute existiert in der Praxis nur noch das Signal Ts 1.

## Bedeutung

### Signal Ts 1

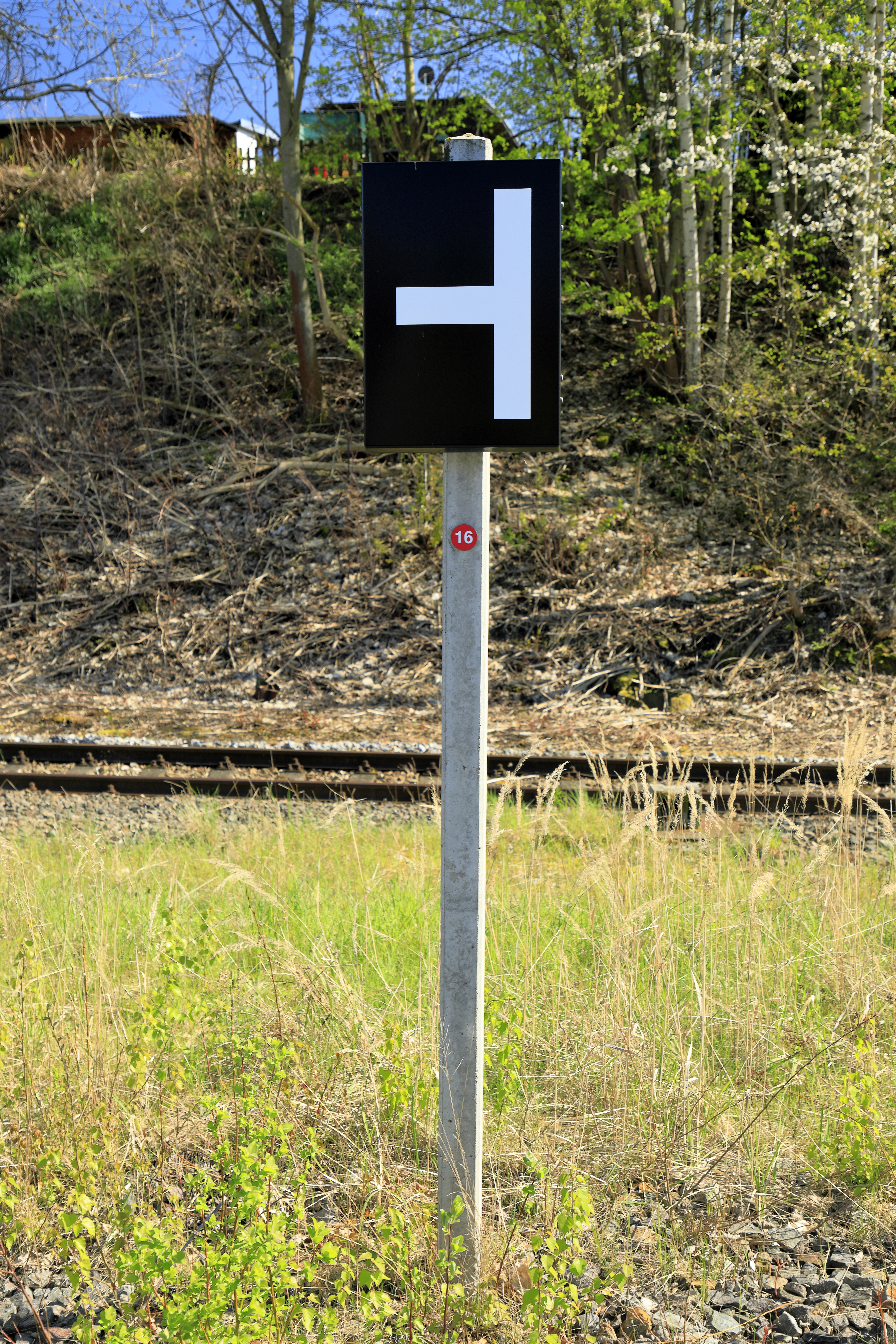
Signal Ts 1 im Signalgarten des Sächsischen Eisenbahnmuseums

Das Signal Ts 1 wird an Strecken aufgestellt, wo Züge regelmäßig mit ungekuppelten Schiebelokomotiven nachgeschoben werden. Es zeigt an, bis zu welchem Punkt eine Schiebelokomotive arbeiten soll. Sie soll dann den nachgeschobenen Zug verlassen und dann zum Ausgangsbahnhof zurückkehren.
Die Stelle, an dem sich die ungekuppelte Schiebelokomotive vom Zug löst, kann je nach örtlichen Gegebenheiten auf der (ein- oder zweigleisigen) freien Strecke oder in einem Bahnhof sein. 
Das Signal Ts 1 ist eine ortsfeste Tafel, die bei betrieblicher Notwendigkeit beleuchtet sein kann.

### Signal Ts 2/3
Das Signal Ts 2/3 war ortsfest und stellbar. Landläufig wurde es vereinfacht als „Schiebeloksignal“ bezeichnet. In der Grundstellung zeigte es den Haltbegriff Ts 2: ein weißes, auf der Spitze stehendes Quadrat mit schwarzem Rand. Für das Signalbild Ts 3 wurde ein beweglicher schwarzer Streifen, der in Grundstellung „unsichtbar“ auf dem rechten oberen Rand verborgen war, mechanisch um 90° geschwenkt; er legte sich dabei schräg über das weiße Quadrat. Das Antriebsprinzip entsprach dem eines mechanischen Gleissperrsignals. Das Signal wurde auf gleiche Weise wie ein Gleissperrsignal von innen beleuchtet.
Die Signalbegriffe Ts 2 und 3 waren für den Fall vorgesehen, dass Schiebelokomotiven regelmäßig auf einer zweigleisigen Strecke die Fahrtrichtung wechseln und zum Ausgangsbahnhof zurückkehrten. Vor der Einführung des Gleiswechselbetriebes standen in der Regel keine Einfahrsignale am Gegengleis, die die Einfahrt in den Bahnhof hätten zulassen können. In solch einem Fall musste die Einfahrt in den Bahnhof über einen schriftlichen Befehl geregelt werden. Dies kostete zusätzliche Zeit, während die zurückkehrende Schiebelokomotive ohnehin die Streckenbelastung erhöhte.
Daher wurden auf Strecken, auf denen regelmäßig ungekuppelt nachgeschoben wurde, ein Signal Ts 2/3 am Gegengleis aufgestellt, um diese Befehlsübermittlung zu ersetzen und den Betrieb zu beschleunigen. Es wurde in die mechanischen und elektromechanischen Stellwerke wie ein Gleissperrsignal eingebunden, wobei wie bei diesen für die entsprechenden Fahrwege häufig keine besonderen Fahrstraßen bestanden. In diesem Fall wurde wie bei Fahrten auf falschem Gleis der Fahrstraßenhebel der Gegenrichtung genutzt und in die Hilfsstellung gebracht. 
Die Signale wurden auch für die Rückkehr von Sperrfahrten verwendet, die auf der freien Strecke Anschlussstellen bedient hatten. Zu diesem Zweck wurde das Signal auch im Flachland aufgestellt. Vor allem die Bundesbahn stellte die Signale verstärkt bei alten Stellwerken neu auf, um den Betrieb zu beschleunigen.
| Name   | Bedeutung gemäß Signalbuch                                         | Aussehen | Bemerkungen                                                                                         | Bild                                                                                                  |
| ------ | ------------------------------------------------------------------ | --- | --------------------------------------------------------------------------------------------------- | --- |
| Ts 1   | Nachschieben einstellen                                            | Ein um 90° nach rechts gedrehtes weißes (großes) T auf schwarzem Rechteck                                       | nicht zu verwechseln mit dem ähnlich aussehenden Signal Zs 13 – Stumpfgleis- und Frühhaltanzeiger   | schwarzes Rechteck (hochkant), darauf weiße Balken, die ein auf der Seite liegendes T formen          |
| Ts 2   | Halt für zurückkehrende Schiebelokomotiven und Sperrfahrten        | Ein auf der Spitze stehendes weißes Quadrat mit schwarzem Rand                                                  | | auf der Spitze stehendes weißes Quadrat mit schwarzem Rand                                            |
| Ts 3   | Weiterfahrt für zurückkehrende Schiebelokomotiven und Sperrfahrten | Wie Ts 2, aber zuzüglich eines schwarzen, nach rechts steigenden Balkens, der durch das Quadrat verläuft        | Eine durch dieses Signal zugelassene Fahrt ist eine Zugfahrt mit besonderem Auftrag.                | auf der Spitze stehendes weißes Quadrat mit schwarzem Rand und diagonal verlaufendem schwarzem Balken |
| Ts 102 | Halt für zurückkehrende Schiebelokomotiven und Sperrfahrten        | Eine rechteckige schwarze Scheibe mit der Aufschrift „Halt für zurückkehrende Schiebelokomotiven / Teilfahrten“ | Alte Lösung des Ts-Signals in Preußen-Hessen und Oldenburg. Bereits 1934 keine Neuaufstellung mehr. | |

## Verbleib
Nach dem Zweiten Weltkrieg änderten sich in kurzer Zeit Technik und technischer Aufwand, die Einstellung zur Signalisierung von Fahrten entgegen der gewöhnlichen Fahrtrichtung sowie die Notwendigkeit des Einsatzes von Schiebelokomotiven. In der Folge wurde für Ts-Signale keine Lichtsignalbilder mehr festgelegt und für Formsignale in Relaisstellwerken keine Regelschaltungen mehr entwickelt. Wo für Sperrfahrten und zurückkehrende Schiebelokomotiven Einfahrsignale am Gegengleis erforderlich waren, stellte man wie für den Signalisierten Falschfahrbetrieb (SFB) oder Gleiswechselbetrieb (GWB) Hauptsignale auf. Abhängig von der Stellwerkstechnik und der Streckenbelastung zeigen diese reguläre Fahrtbegriffe oder das Ersatzsignal Zs 1, im Netz der ehemaligen Deutschen Bundesbahn auch den Schutzsignalbegriff Sh 1. Mit dem Ersatz der alten Stellwerke verschwanden die Signale Ts 2/3 zunehmend.
Bei der Deutschen Reichsbahn wurden die Signale seit 1959 als Sp 1, Sp 2 und Sp 3 im 6. Abschnitt des Signalbuches (»Signale für Schiebelokomotiven und Züge auf falschem Gleis«) bezeichnet. Die Signalbegriffe Sp 2 und 3 wurden bereits in den 1980er Jahren aus dem Signalbuch gestrichen, nachdem in der Praxis kein Exemplar mehr vorhanden war. Danach wurde der Titel des 6. Abschnittes auf »Signale für Schiebelokomotiven« verkürzt. Durch die Wiedereinführung der Eisenbahn-Signalordnung wurden beide Begriffe erneut in die DV 301 aufgenommen, ohne dass eine erneute Aufstellung vorgesehen war.
Die letzten bei der Deutschen Bahn vorhandenen Signale Ts 2/3 standen bis 2008 in Bad Driburg und bis 2009 in Brügge bei Lüdenscheid und dienten der Bedienung der Anschlussstellen Herste und Steinebach.

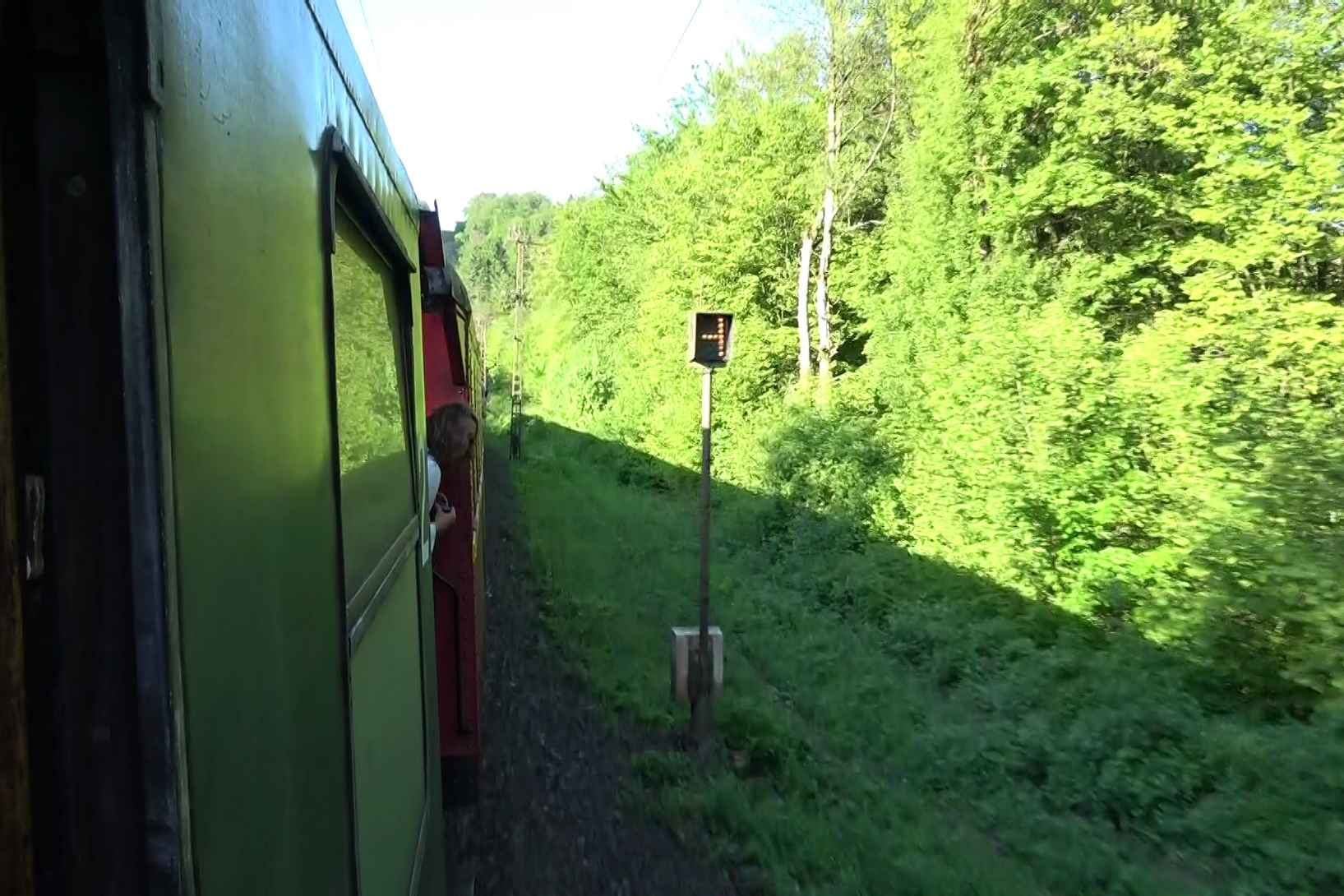
Ts 1 als Lichtsignal an der alten Spessartrampe (2017)

Die letzten Signale Ts 1 befinden sich unter anderem auf der Frankenwaldrampe in Steinbach am Wald in beiden Bahnhofseinfahrten (Stand: 2024), am Abzw Brücke von Magdeburg-Rothensee kommend (Stand: 2023), am Gemmenicher Tunnel bei Aachen, am Nordportal des Rudersdorfer Tunnels sowie im Bahnhof Blankenheim. Das einzige als Lichtsignal ausgeführte Ts 1 stand als Nachfolger eines innenbeleuchteten Formsignals an der im Sommer 2017 zugunsten einer Neubautrasse aufgegebenen Spessartrampe kurz vor dem Schwarzkopftunnel im Bahnhofsteil Heigenbrücken West bei Strecken-km 73,4. Auch an Nebenbahnen waren früher solche Signale aufgestellt, wie zum Beispiel an der Bahnstrecke Bautzen–Bad Schandau bei Krumhermsdorf.